# Tubo ottico
Il tubo ottico è un tubo di materiale vario dove la luce percorre il suo cammino ottico senza subire disturbi da parte di luci parassite.
I tubi ottici non servono solamente a mantenere l'intera struttura ottica di un telescopio, ma a preservarla da polvere, luce e turbolenze dettate dagli spostamenti d'aria. In genere essi vengono colorati internamente di nero per assorbire la luce mantenendo solo fasci collimati. Inoltre vengono adottati, nei modelli più prestigiosi, una serie di dischi interni paraluce posti a distanza progressiva secondo un preciso calcolo.
La forma e la lavorazione degli stessi è diversa a causa del tipo e del modello di telescopio, ed anche i materiali adottati sono differenti, a partire dai più pratici ed economici fino ad arrivare a quelli più sofisticati e costosi.
Viene lamentato spesso che i tubi metallici accusano dilatazioni a causa della forte escursione termica della notte, perciò occorre adottare un materiale che possieda un coefficiente di dilatazione termica il più basso possibile, a questo scopo si possono adottare tubi ottici fatti di fibra di carbonio che, oltre ad essere molto leggeri, presentano una dilatazione abbastanza bassa e simile ai vetri che costituiscono le ottiche del telescopio; altri materiali usati sono: alluminio, acciaio, ottone e acciaio inox.
Sotto vengono riportati schemi di alcuni tipi di tubi ottici, fra i più in uso, per la costruzione di telescopi.

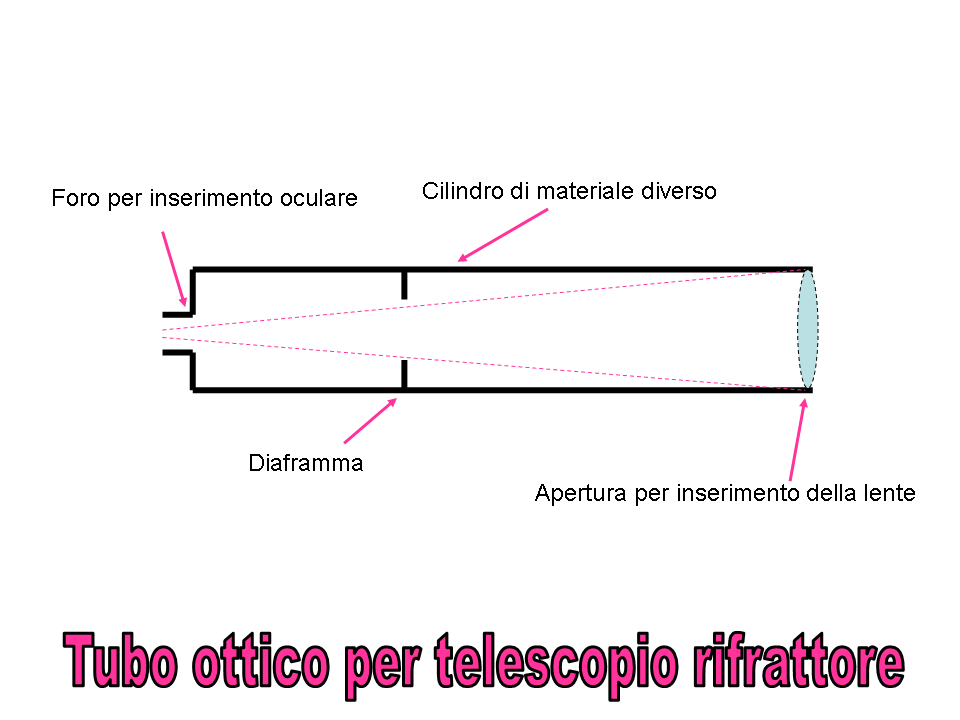
Schema di un tubo ottico usato per i normali telescopi rifrattori

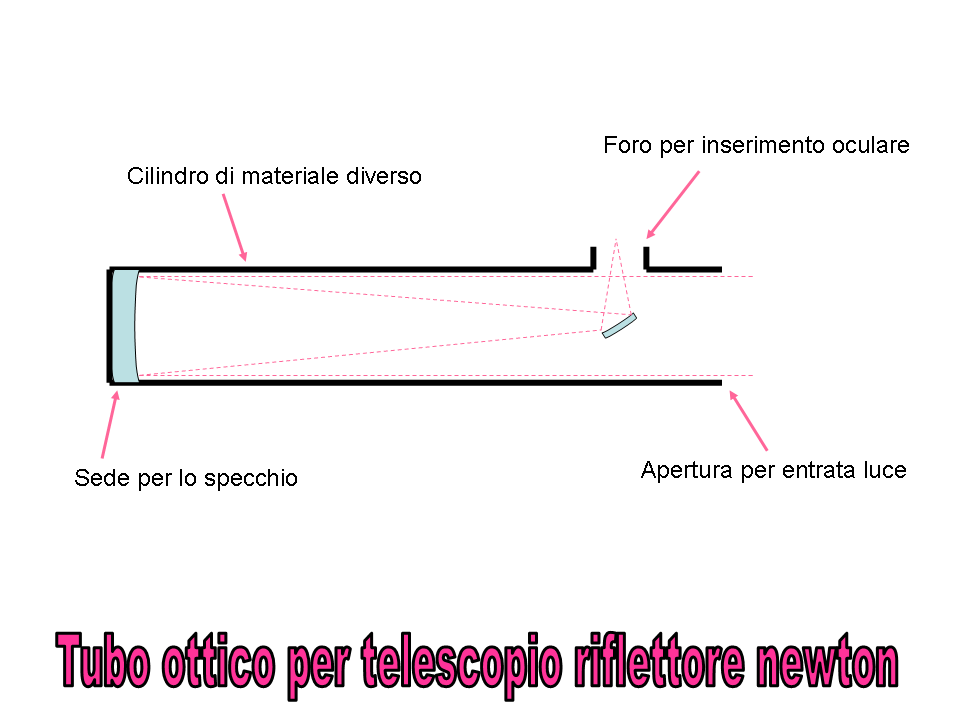
Schema di un tubo ottico usato per un telescopio riflettore newton

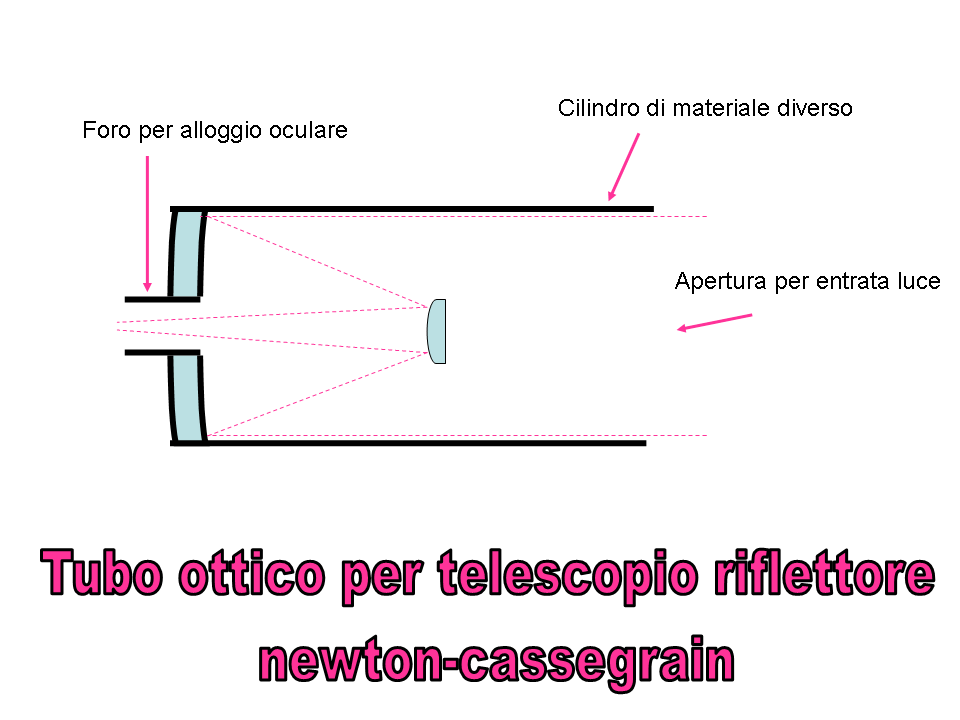
Schema di un tubo ottico riguardante un telescopio newton-cassegrain

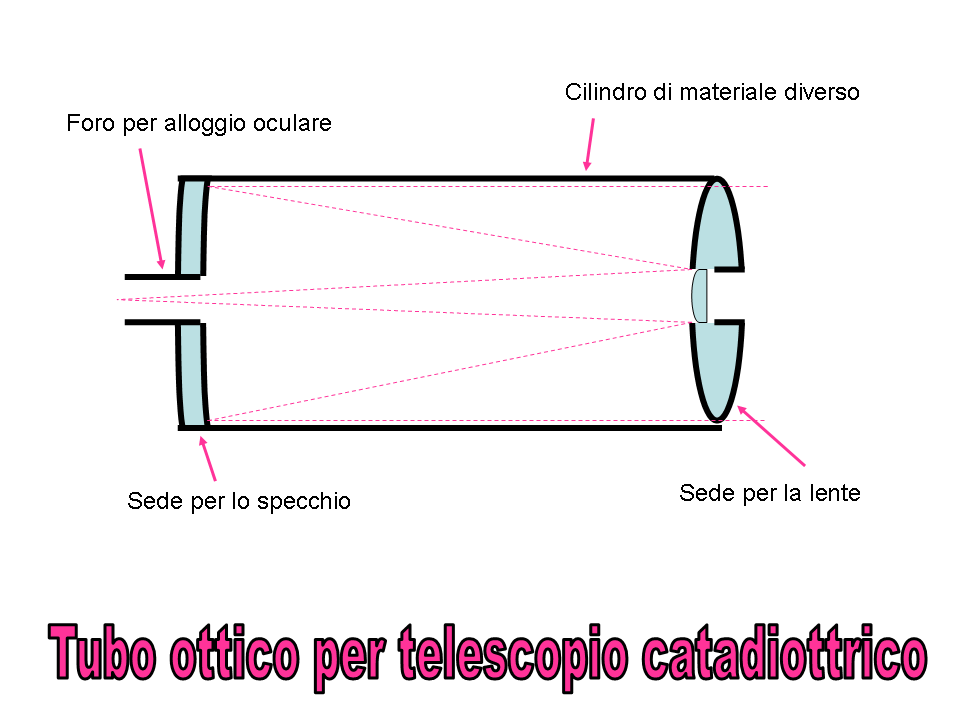
Schema di un tubo ottico usato per un telescopio tio catadiottrico